# Clone Wars Volume 3: Last Stand on Jabiim

Clone Wars Volume 3: Last Stand on Jabiim es un cómic recopilatorio basado en el Periodo de la Reforma de Ruusan, en el conflicto ficticio de las Guerras Clon del universo Star Wars. Es el tercer elemento de los nueve de la serie Clone Wars.
Publicado en inglés por la editorial Dark Horse el 25 de febrero de 2004, recogía las historias de los cómics Republic 55-59.
En España lo publicó Planeta DeAgostini en Navidades de 2002-2006 con el nombre de La última esperanza de Jabiim.

## Historia
Durante quince meses las Guerras Clon han transcurrido en medio de brutales campañas. Pero nada ha sido tan espectacular como la batalla de Jabiim, que se cobrará las vidas de en torno a cuarenta Jedi y decenas de miles de clones.
Jabiim se ha secesionado de la República por ser continuamente explotada por sus yacimientos de minerales, pero olvidada en cuanto a población. Enfermedades, invasiones, aslatos, piratas. Los jabiimi no aguantan más y la mayor parte de la población está a favor de una brutal batalla por la secesión.
La pérdida de Jabiim tras más de un mes de batalla y tantos muertos no sólo significaría la pérdida de una fuente de vastas riquezas para la Confederación, sino un símbolo para ésta. La República lleva las de perder y todos los Maestros han muerto dejando allí a su suerte a un grupo de aprendices (Padawan Pack).
Ellos son la última resistencia en Jabiim y la única oportunidad para la evacuación de miles de soldados ante el inexorable avance de las hordas de millares de androides asesinos. Anakin Skywalker podría compartir el destino de los padawan a la vez que comenzar a desarrollar habilidades "innaturales" con la furia provocada por la supuesta muerte de su maestro, Obi-Wan Kenobi.

## Apartado Técnico
- Guionistas: Haden Blackman, John Ostrander.

- Dibujantes: Brian Ching, Jan Duursema.